# Kolegiata św. Wawrzyńca w Wojniczu
Kolegiata Świętego Wawrzyńca – rzymskokatolicki kościół parafialny znajdujący się w mieście Wojnicz, w województwie małopolskim. Należy do dekanatu Wojnicz diecezji tarnowskiej. Od 9 sierpnia 2014 pełni funkcję kolegiaty, przy której ma siedzibę się kapituła. 

## Historia
Obecna świątynia w najstarszych częściach została zbudowana w stylu gotyckim około połowy XV stulecia, zapewne dzięki staraniom księdza Jana z Pniowa, archidiakona krakowskiego i proboszcza w Wojniczu. W 1465 biskup Jan Lutkowic z Brzezia podniósł wojnickie probostwo do godności prepozytury. Później świątynia w Wojniczu została podniesiona do rangi kolegiaty, co zostało potwierdzone na synodzie diecezji krakowskiej w 1621. W 1786, decyzją władz świeckich austriackich kolegiata została zniesiona, ale nigdy nie była zniesiona przez władze kościelne, a więc trwa do dzisiaj. W 1768 barokowe freski zostały dodane przez Jana Nayderfera. Budowla została spalona w 1772, następnie kościół został odbudowany i przebudowany do 1773 dzięki staraniom prepozyta, Jana Duwalla w stylu barokowym. Kościół ma w posiadaniu obrazy polskiego mistrza barokowego, Tadeusza Kuntzego.
W 1914 budowla została ponownie zniszczona, w wyniku działań wojennych, do 1920 roku została odbudowana. W 1930 kościół został rozbudowany o nawy boczne oraz zakrystię od strony południowej według projektu Zdzisława Mączeńskiego. W latach 1958–1960 do świątyni od frontu została dostawiona niska wieża według projektu Antoniego Mazura, którą w latach 1997-2001 podwyższono i pokryto nowym hełmem według projektu architekta Ottona Schiera.

### Kapituła iLyceum Voynicianum
W strukturach Kapituły byli prałaci, prepozyci, scholastycy, kustosze, dziekanie, kantorzy, archidiakonowie i kanclerze oprócz sześciu kanoników gremialnych. Mieli oni własny strój, własną pieczęć i własne domy w mieście. Jak pisze Dr. Banach, "często odgrywali znaczącą rolę w życiu diecezji krakowskiej i państwa polskiego. Wielu z nich posiadało stopnie naukowe i było profesorami uniwersyteckimi a także pełniło ważne urzędy. Wielu było oficjałami, notariuszami, sędziami i wizytatorami biskupimi. Kilku z nich było kapelanami królewskimi, referendarzami i kustoszami skarbca koronnego, a czterech kanoników było sekretarzami królewskimi".
Od ok. XVI w. Kapituła wojnicka prowadziła także szkołę, z której wielu się dostało do Akademii Krakowskiej. W 1727 roku nazywano tę szkołę Lyceum Voynicianum. Na stanowisko rektora stawały osoby z wykształceniem uniwersyteckim. Szkoła wojnicka dostarczała też moc studentów na Uniwersytet Jagielloński.

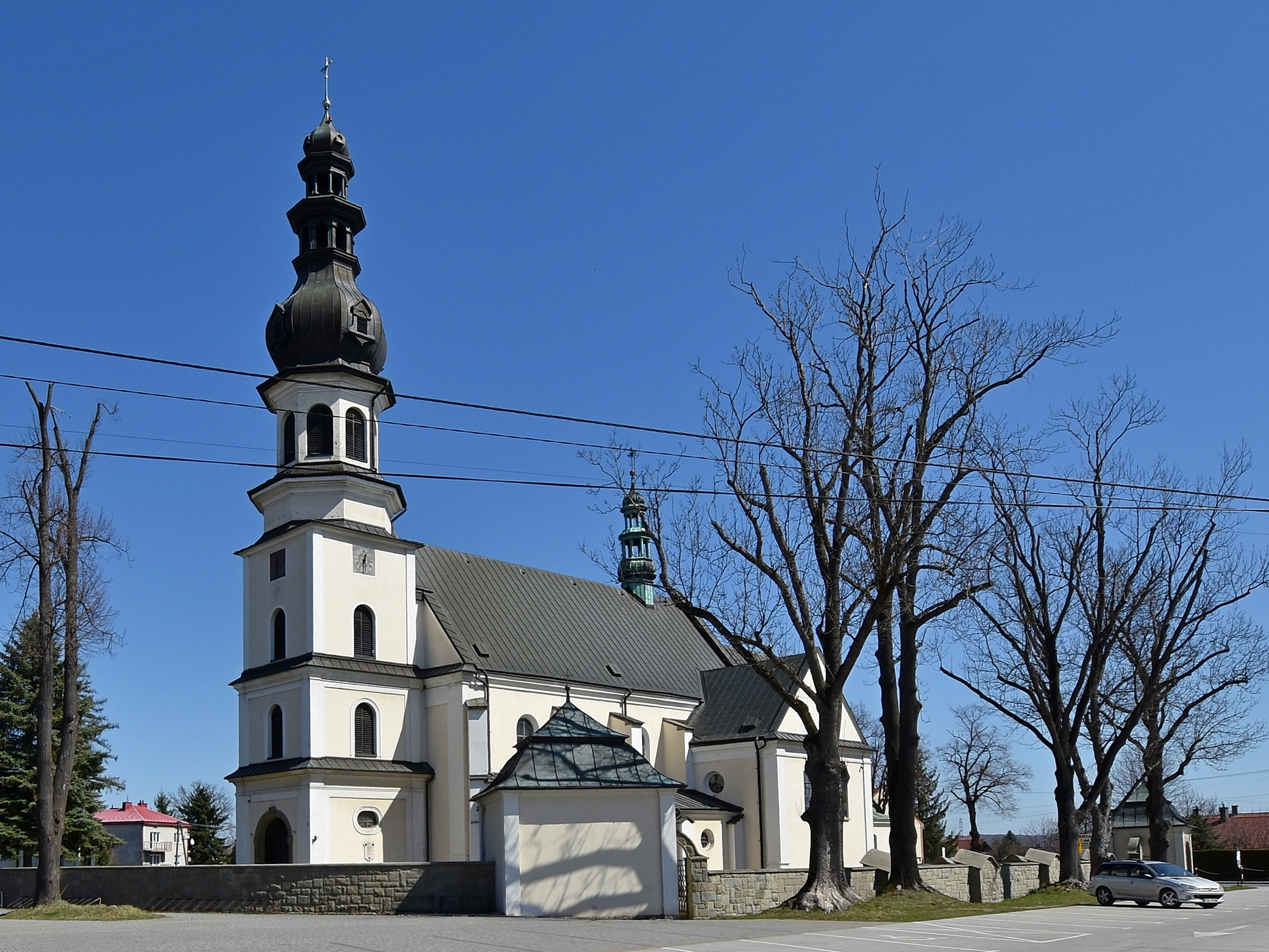
Elewacja frontowa
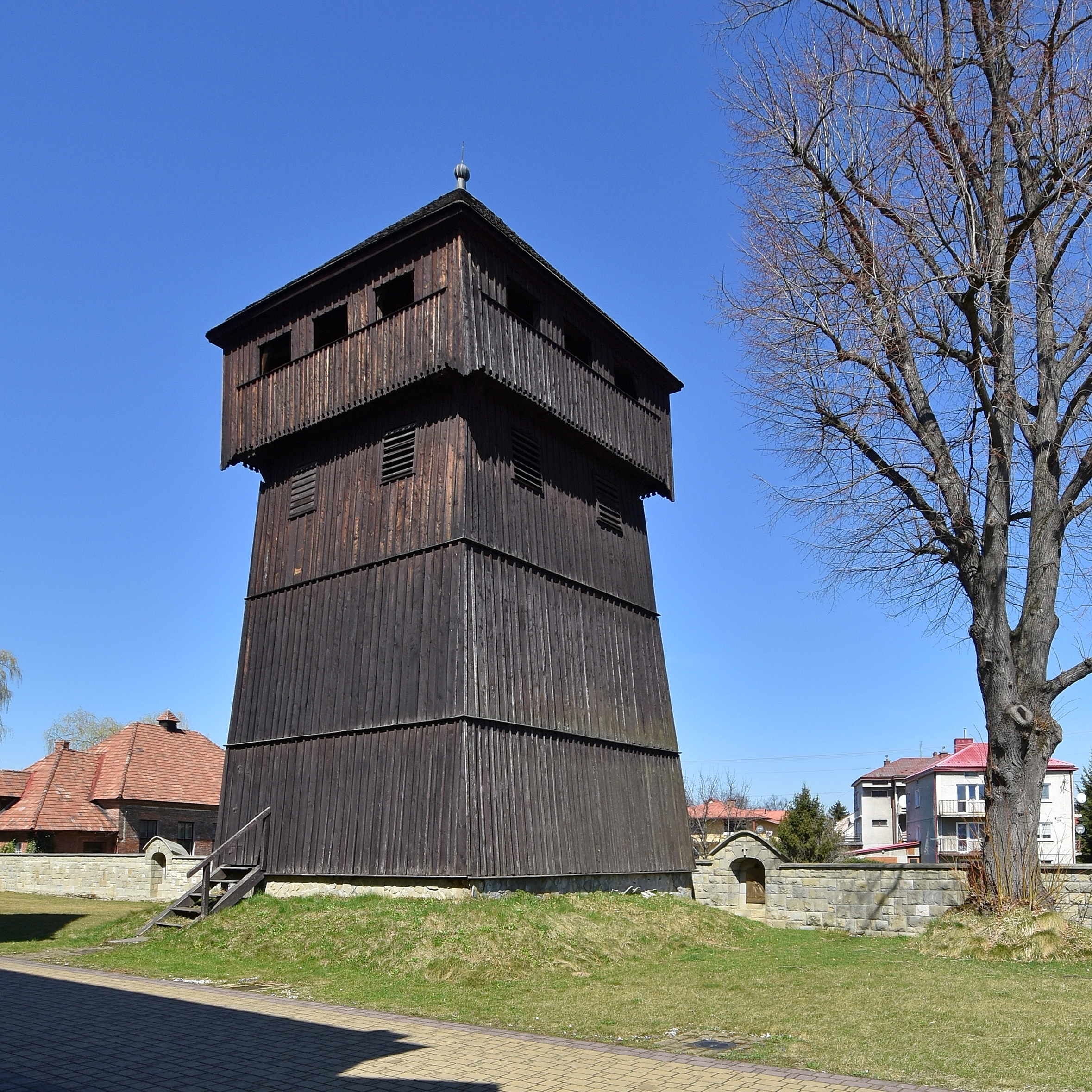
Dzwonnica
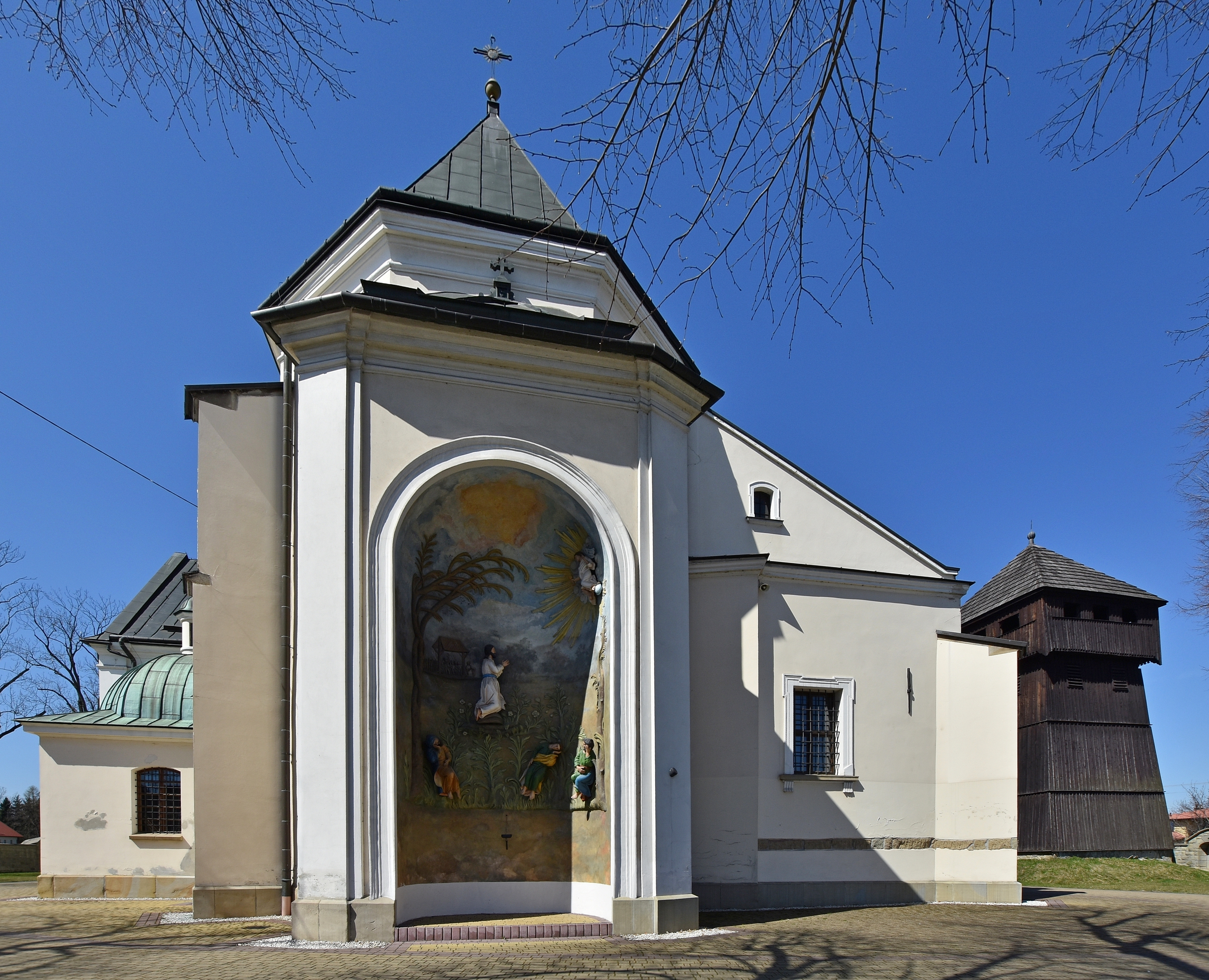
Widok od strony prezbiterium

## Obecnie
9 sierpnia 2014 podczas nieszporów o godz. 17.00 biskup Andrzej Jeż Podniósł Kościół parafialny św. Wawrzyńca Męczennika w Wojniczu do godności kolegiaty